# 윈도우 이미징 컴포넌트
윈도우 이미징 컴포넌트(Windows Imaging Component, WIC)는 윈도우 비스타에서 도입된(이후 윈도우 XP 서비스 팩 3에서도 사용 가능) COM 기반 이미징 코덱 프레임워크로, 디지털 이미지 및 이미지 메타데이터 작업 및 처리를 위해 사용된다.
WIC는 애플리케이션 개발자가 특정 이미지 형식에 대한 사전 지식 없이도 단일 공통 API 집합을 통해 모든 이미지 형식에 대한 이미지 처리 작업을 수행할 수 있도록 한다.

## 기능
윈도우 이미징 컴포넌트는 새로운 형식의 자동 런타임 검색을 통해 이미지 코덱, 픽셀 형식 및 메타데이터를 위한 확장 가능한 아키텍처를 제공한다. 이는 이미지 파일에서 임의의 메타데이터를 읽고 쓸 수 있도록 지원하며, 편집 중에 인식되지 않는 메타데이터를 보존하는 기능도 제공한다. 이미지 작업 시, 윈도우 비스타에 내장된 개선된 HDR 이미지 처리 파이프라인을 통해 채널당 최대 32비트의 높은 비트 깊이 이미지 데이터를 유지한다.
윈도우 이미징 컴포넌트는 윈도우 비스타의 ICC V4 호환 색상 관리 기술인 윈도우 컬러 시스템을 지원한다.

### 코덱
기본적으로 윈도우 비스타는 JPEG, TIFF, GIF, PNG, BMP 및 HD 포토 인코더 및 디코더와 ICO 디코더를 함께 제공한다. 또한, 2009년 현재 일부 카메라 제조업체 및 타사에서 독점 Raw 이미지 포맷용 WIC 코덱을 출시하여, 윈도우 7 및 비스타에서 맥과 유사한 Raw 이미지 지원이 가능하게 되었다. 2011년 7월, 마이크로소프트 자체에서 대부분의 최신 디지털 카메라용 별도 코덱 팩을 제공함으로써 이러한 지원이 크게 확장되었다. 프로그레시브 그래픽스 파일(PGF) 뷰어는 WIC 코덱과 함께 배포된다.

### 메타데이터
WIC는 교환 이미지 파일(Exchangeable Image File, Exif), PNG 텍스트 메타데이터, 이미지 파일 디렉터리(IFD), IPTC 정보 교환 모델(IPTC), 그리고 XMP(Extensible Metadata Platform, XMP) 형식을 지원한다. 또한, WIC는 타사 메타데이터 구현을 지원하기 위한 확장 가능한 프레임워크를 포함한다.
메타데이터 형식 지원은 코덱별로 다르다. 예를 들어, 기본 JPEG 코덱은 XMP를 지원하지만, 기본 GIF 및 PNG 코덱은 지원하지 않는다.

## 용법

### 마이크로소프트 제품에서의 WIC
WIC는 서비스 팩 2가 포함된 윈도우 XP에서 독립형 다운로드 프로그램으로 제공되며, 서비스 팩 3이 포함된 윈도우 XP에는 내장되어 있다. 또한 .NET Framework 3.0의 일부로도 제공된다. 마이크로소프트의 윈도우 XP용 단종된 PowerToy 중 하나인 Photo Info는 윈도우 탐색기에서 이미지 메타데이터를 보고 편집할 수 있도록 해주며, 이 역시 WIC를 사용한다.
윈도우 비스타부터 윈도우 탐색기와 윈도우 사진 갤러리는 WIC를 기반으로 하므로, WIC 코덱이 설치된 모든 형식의 이미지를 보고 정리할 수 있다. Office 2010 및 이후 버전의 핵심 Office 앱(워드, 엑셀, 파워포인트, 아웃룩)은 WIC가 지원하는 이미지 파일 형식을 가져올 수 있다.
윈도우 7부터 윈도우 미디어 센터 (윈도우 7 홈 프리미엄 이상에서 사용 가능)는 WIC를 지원한다. 또한 GDI+ 그래픽 라이브러리는 WIC를 기반으로 구축되었지만, GDI+는 타사 또는 외부 코덱을 로드하지 않는다. 윈도우 7에서는 WIC 스택 자체가 대대적인 개편을 거쳐 이제 모든 내장 및 윈도우와 함께 제공되는 외부 코덱과 마찬가지로 자유 스레드 방식이 되었다. 자유 스레드 방식은 윈도우 7을 대상으로 하는 새로운 코덱의 요구 사항이기도 하다.
Microsoft Expression Design의 가져오기 및 내보내기 기능은 전적으로 WIC를 기반으로 한다. 익스프레션 미디어(현재 Phase One Media Pro) 서비스 팩 1 이후 버전도 WIC를 사용하여 추가 Raw 카메라 형식 및 HD Photo(현재 JPEG XR)를 지원한다.

### 타사 지원
2018년 현재, WIC를 활용하는 타사 이미징 애플리케이션(이미지 편집기, 이미지 정리 도구, 이미지 뷰어)은 거의 없다.
간단한 독립형 타사 이미지 뷰어인 FastPictureViewer는 WIC를 사용하여 표준 이미지 형식과 HD Photo 및 Raw 카메라 형식(NRW, NEF, CR2, DNG)을 지원한다. FastPictureViewer 웹사이트에서는 Adobe 포토샵용 실험적인 WIC 가져오기 플러그인도 찾을 수 있다.
김프용 또 다른 WIC 가져오기 플러그인은 Gimp-Forum.net에서 찾을 수 있다.

## 같이 보기
- 코어 이미지